# Plachetníkovití
Plachetníkovití (Istiophoridae) jsou čeleď dravých ryb vyskytující se v tropických a subtropických vodách celého světa. K roku 2025 zahrnují 5 rodů a 11 druhů.
Plachetníkovití dorůstají délky těla až ~ 4 m a podobně jako jejich blízce příbuzní mečounovití mají rypec k omráčení kořisti, jenž je v jejich případě zaoblený. Oproti mečounovitým si zachovávají zuby, břišní ploutve a šupiny. Hřbetní ploutev má velmi dlouhou základnu a může nabývat až plachtovité podoby, což těmto rybám vyneslo jejich jméno. Na základně ocasní ploutve vyrůstají dva kýly. Plachetníkovití si po celý život zachovávají postranní čáru.
Jde o velmi rychlé plavce, plachetník širokoploutvý (Istiophorus platypterus) dokáže chvilkově plavat rychlostí až 110 km za hodinu. Díky specifickým morfologickým adaptacím navíc tyto ryby zvládají trvale udržovat vysokou teplotu některých částí těla, zejména mozku a sítnice.
Jde o oblíbené sportovní ryby a loví se i pro maso.

## Systematika
Za popisnou autoritu čeledi plachetníkovitých je pokládán Constantine Samuel Rafinesque (1810). V literatuře mohou být někdy zástupci plachetníkovitých řazeni do mečounovitých (Xiphiidae) v širším smyslu. Následující seznam rodů je platný ke květnu roku 2025:
- Istiompax Whitley, 1931
- Istiophorus Lacepède, 1801 (= Histiophorus Cuvier, 1832; Nothistium Hermann, 1804; Zanclurus Swainson, 1839)
- Kajikia Marshall & Palmer, 1950
- Makaira Lacepède 1802 (= Eumakaira Hirasaka & Nakamura, 1947; Marlina Hirasaka & Nakamura, 1947; Orthocraeros Smith, 1956)
- Tetrapturus Rafinesque 1810 (= Lamontella Smith, 1956; Marlina Grey, 1928; Pseudohistiophorus de Buen, 1950; Skeponopodus Nardo, 1833)

Jejich zástupci se česky označují jako marlín a plachetník. Vyjma recentních rodů bylo popsáno i několik rodů vyhynulých (Morgula, Spathochoira, Prototetrapturus, Pizzikoskerma či Sicophasma).
Taxonomické postavení plachetníkovitých, respektive i mečounů, se v průběhu dekád měnilo. Již neuznávaný je systém, který tyto dravé ryby sdružoval zejména spolu s makrelovitými (Scombridae) ve sběrném řádu ostnoploutví (Perciformes); mečouni i makrelovití mj. dokážou udržovat vyšší teplotu těla oproti teplotě vody. Grzimek's Animal Life Encyclopedia z roku 2003 plachetníkovité klasifikuje v podřádu Scombroidei, který čítal celkem 6 čeledí. Páté vydání monografie Fishes of the World z roku 2016 již tuto systematiku opouští; uznává samostatný řád mečounů Istiophoriformes, jenž zahrnoval plachetníkovité spolu s mečounovitými a ještě soltýnovitými (Sphyraenidae).
Thacker & Near (2025) i Eschmeyer's Catalog of Fishes shodně klasifikují plachetníkovité do širokého řádu Carangiformes, byť oba zdroje představují jeho odlišné vnitřní členění. V obou případech ale plachetníkovití (resp. mečouni) nejsou pokládáni za blízké příbuzné soltýnů, neřkuli makrelovitých.